# Invaso del Fiume Tammaro
Invaso del Fiume Tammaro este o arie protejată (arie de protecție specială avifaunistică — SPA) din Italia întinsă pe o suprafață de 2.239 ha, integral pe uscat.

## Localizare
Centrul sitului Invaso del Fiume Tammaro este situat la coordonatele 41°19′12″N 14°43′25″E / 41.319904°N 14.723512°E.

## Înființare
Situl Invaso del Fiume Tammaro a fost declarat arie de protecție specială avifaunistică în septembrie 2009 pentru a proteja 72 de specii de animale.

## Biodiversitate
Situată în ecoregiunea mediteraneană, aria protejată conține 3 habitate naturale: Pseudostepă cu ierburi și specii anuale de Thero-Brachypodietea, Galerii de Salix alba și de Populus alba, Râuri mediteraneene cu debit permanent și vegetație de Glaucium flavum.
La baza desemnării sitului se află mai multe specii protejate:
- păsări (60): privighetoare-de-baltă (Acrocephalus melanopogon), ciocârlie-de-câmp (Alauda arvensis), pescăruș albastru (Alcedo atthis), rață sulițar (Anas acuta), rață pitică (Anas crecca), rață mare (Anas platyrhynchos), fâsă-de-câmp (Anthus campestris), egretă mare (Ardea alba), stârc roșu (Ardea purpurea), stârc galben (Ardeola ralloides), pietruș (Arenaria interpres), rață-cu-cap-castaniu (Aythya ferina), rața moțată (Aythya fuligula), rață roșie (Aythya nyroca), buhai de baltă (Botaurus stellaris), ciocârlie-cu-degete-scurte (Calandrella brachydactyla), Calidris canutus, caprimulg (Caprimulgus europaeus), chirighiță neagră (Chlidonias niger), barză albă (Ciconia ciconia), barză neagră (Ciconia nigra), erete de stuf (Circus aeruginosus), erete vânăt (Circus cyaneus), erete cenușiu (Circus pygargus), porumbel gulerat (Columba palumbus), prepeliță (Coturnix coturnix), egretă mică (Egretta garzetta), șoim de iarnă (Falco columbarius), lișiță (Fulica atra), becațină comună (Gallinago gallinago), găinușă de baltă (Gallinula chloropus), cocor (Grus grus), piciorong (Himantopus himantopus), stârc pitic (Ixobrychus minutus), sfrânciocul cu frunte neagră (Lanius minor), Leiopicus medius, sitar de mâl (Limosa limosa), ciocârlie de pădure (Lullula arborea), rață pestriță (Mareca strepera), ciocârlie de bărăgan (Melanocorypha calandra), Mergus serrator, gaia neagră (Milvus migrans), gaia roșie (Milvus milvus), stârc de noapte (Nycticorax nycticorax), vultur pescar (Pandion haliaetus), viespar (Pernis apivorus), Phalacrocorax carbo sinensis, fazan (Phasianus colchicus), Phoenicopterus ruber, lopătar (Platalea leucorodia), țigănuș (Plegadis falcinellus), cristei de baltă (Rallus aquaticus), ciocântors (Recurvirostra avosetta), sitar de pădure (Scolopax rusticola), Spatula clypeata, chiră de baltă (Sterna hirundo), turturică (Streptopelia turtur), fluierar cu picioare verzi (Tringa nebularia), sturzul de vâsc (Turdus viscivorus), nagâț (Vanellus vanellus)
- amfibieni (1): Bombina pachypus
- mamifere (4): liliac cu picioare lungi (Myotis capaccinii), liliac comun (Myotis myotis), liliacul mare cu potcoavă (Rhinolophus ferrumequinum), liliacul mic cu potcoavă (Rhinolophus hipposideros)
- nevertebrate (2): Austropotamobius pallipes, fluturele auriu (Euphydryas aurinia)
- pești (4): Alburnus albidus, Barbus tyberinus, Lampetra fluviatilis, cicar (Lampetra planeri)
- reptile (1): șarpele cu patru dungi (Elaphe quatuorlineata)

Pe lângă speciile protejate, pe teritoriul sitului au mai fost identificate 4 specii de amfibieni, 2 specii de mamifere, 4 specii de reptile.